# باب سعدون

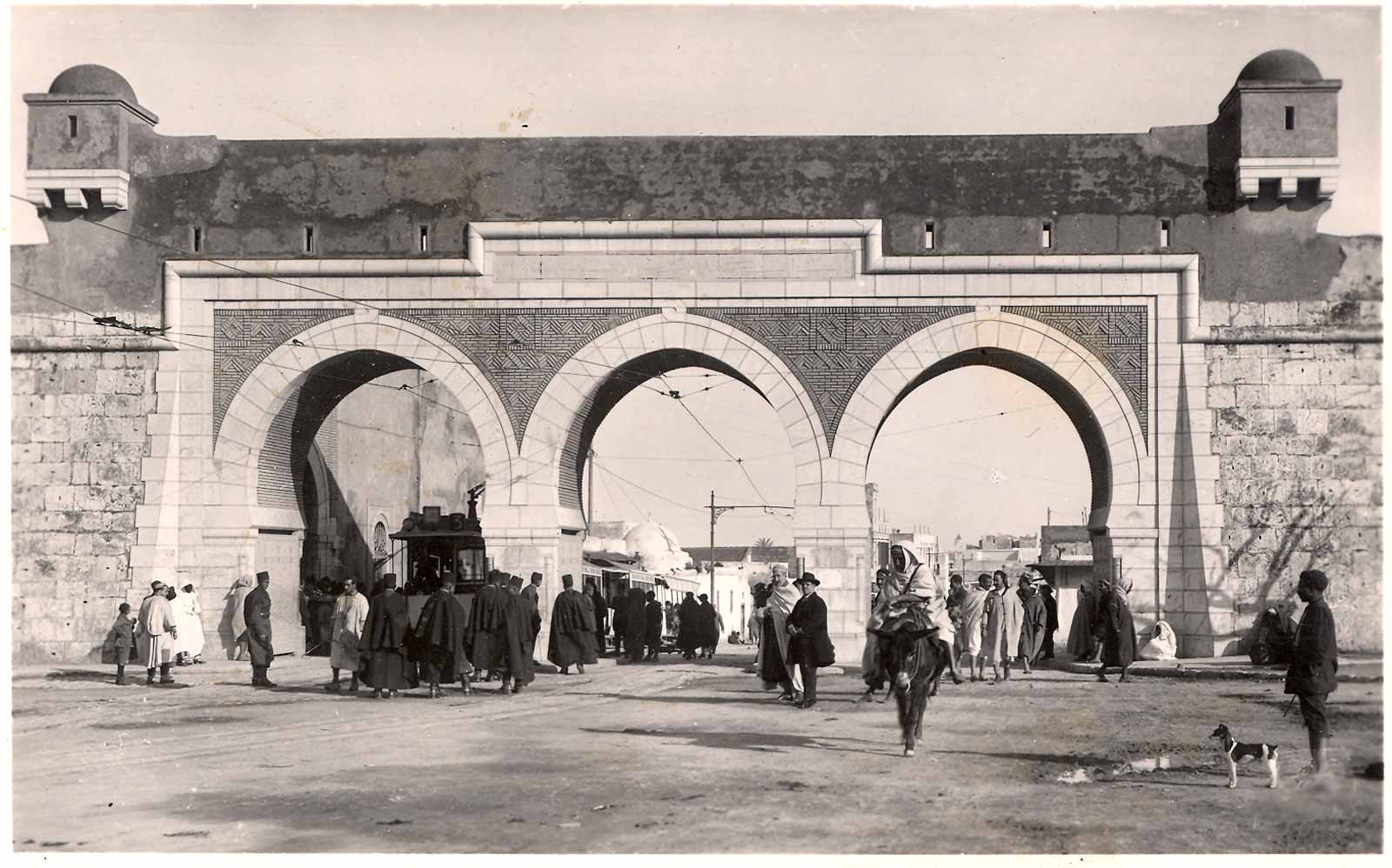
باب سعدون عام 1940

باب سعدون أو باب بو سعدون أو باب أبي سعدون، هو أحد أبواب المدينة العتيقة بتونس العاصمة.
بني حوالي سنة 1350 بجانب باب سويقة، وقد جاء اسمه من اسم رجل صالح يدعى سيدي أبو سعدون، كان يسكن قربه في القرن الخامس عشر ميلادي.
بنيت سقاية هذا الباب سنة 838 هـ/1434م في عهد السلطان الحفصي محمد المنتصر.
يفتح هذا الباب على طرق باجة وبنزرت والكاف. كان في الاصل يحتوي على قوس واحد، وأصبح منذ سنة 1881 بثلاثة أقواس تهيئة له للتجارة.

## في المجتمع

### في الشعر
ذكر الشاعر محمد الورغي الباب في أحد قصائده، وكان البيت هو:

## معرض صور

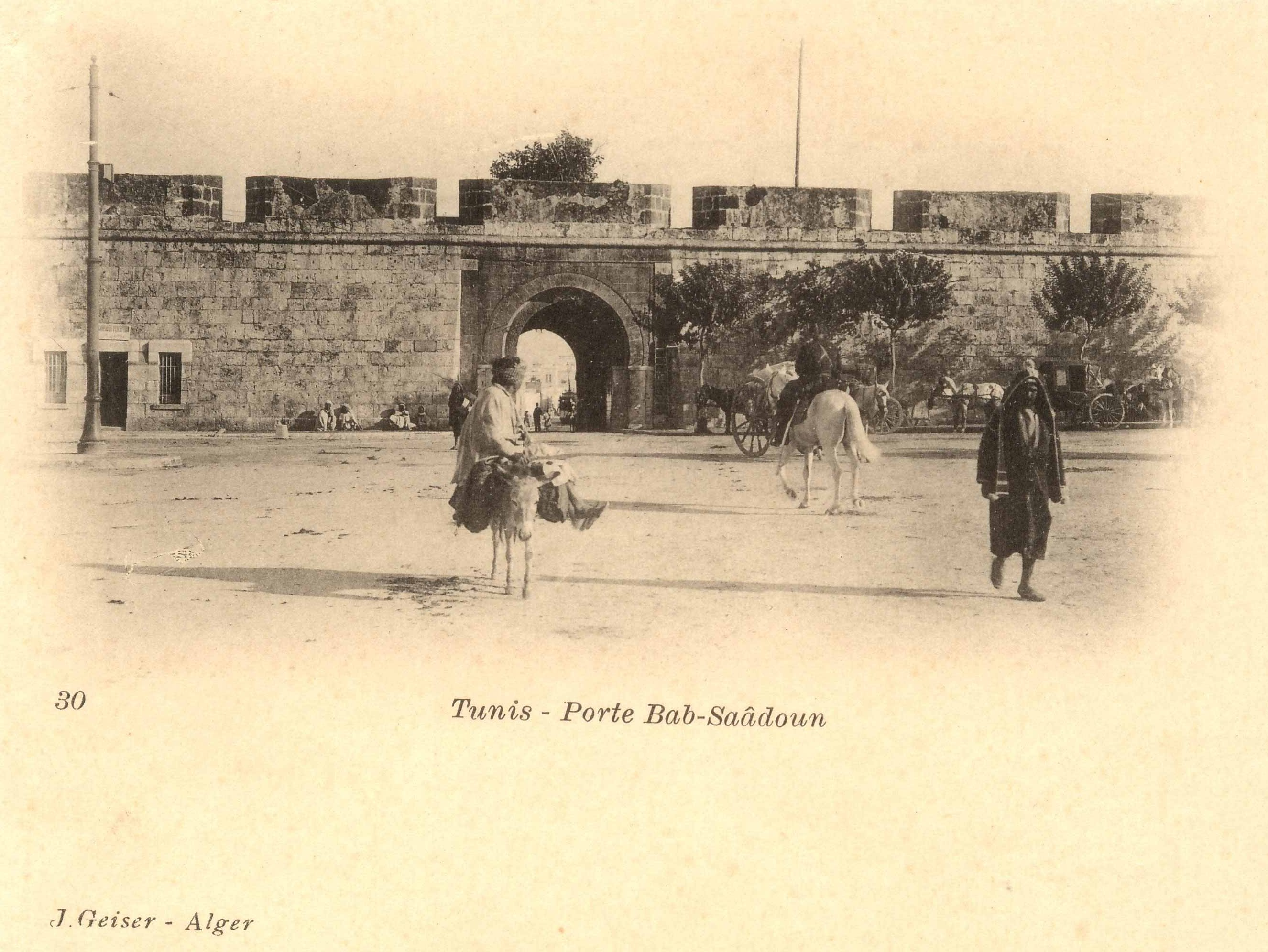
باب سعدون عام 1880
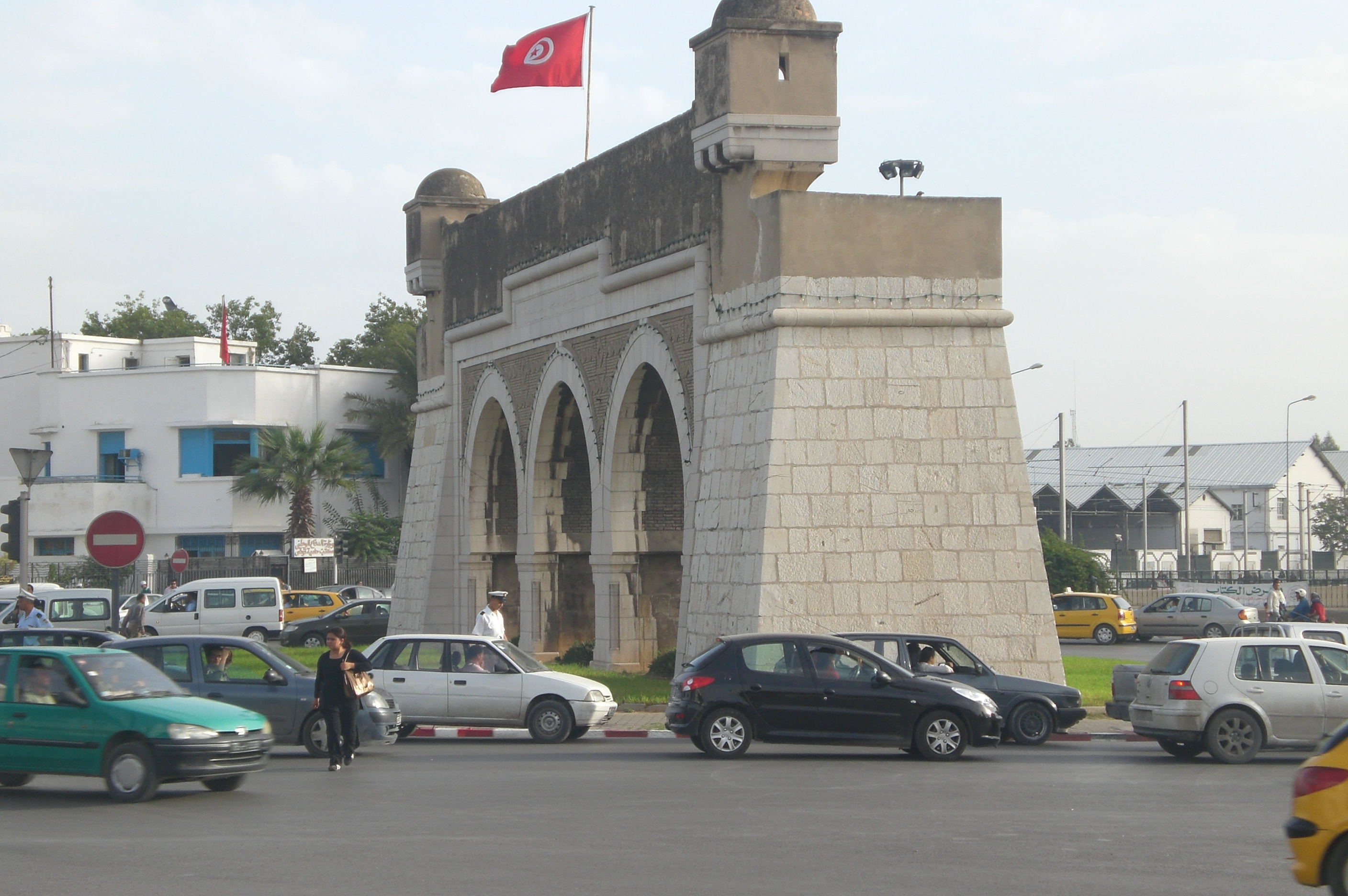
باب سعدون 2010، أكثر أبواب تونس جمالا
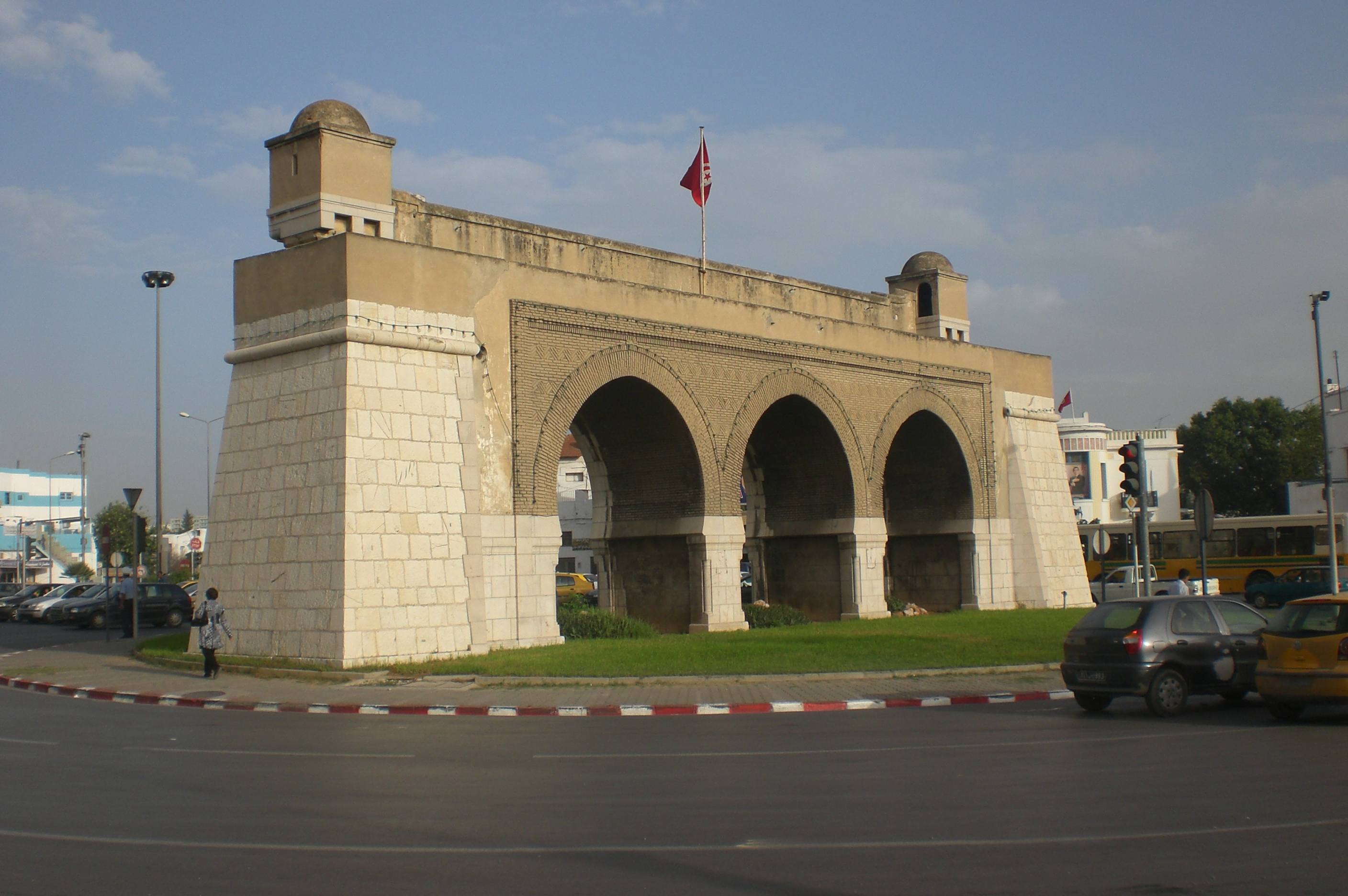
باب سعدون 2010
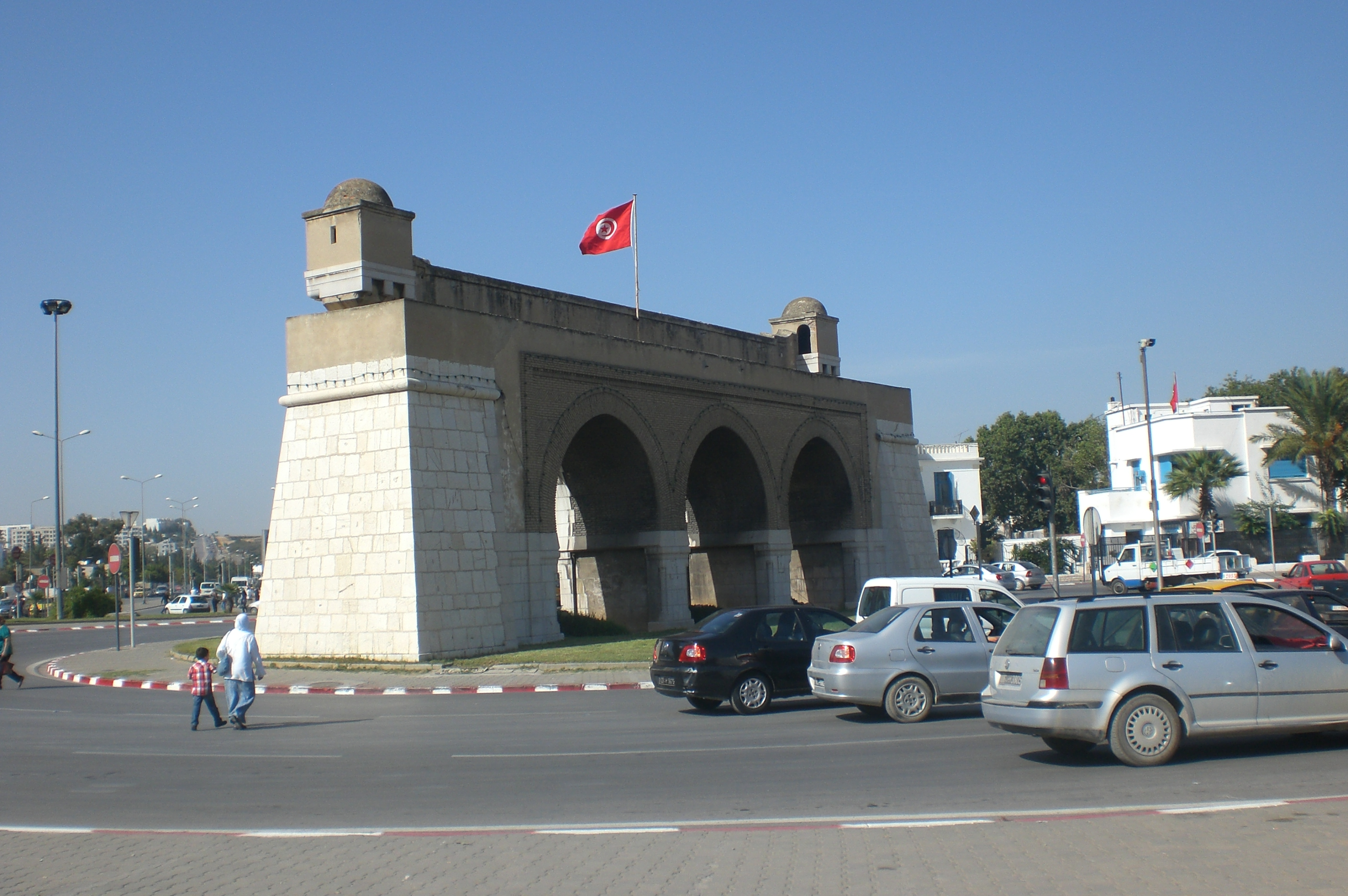
باب سعدون 2010
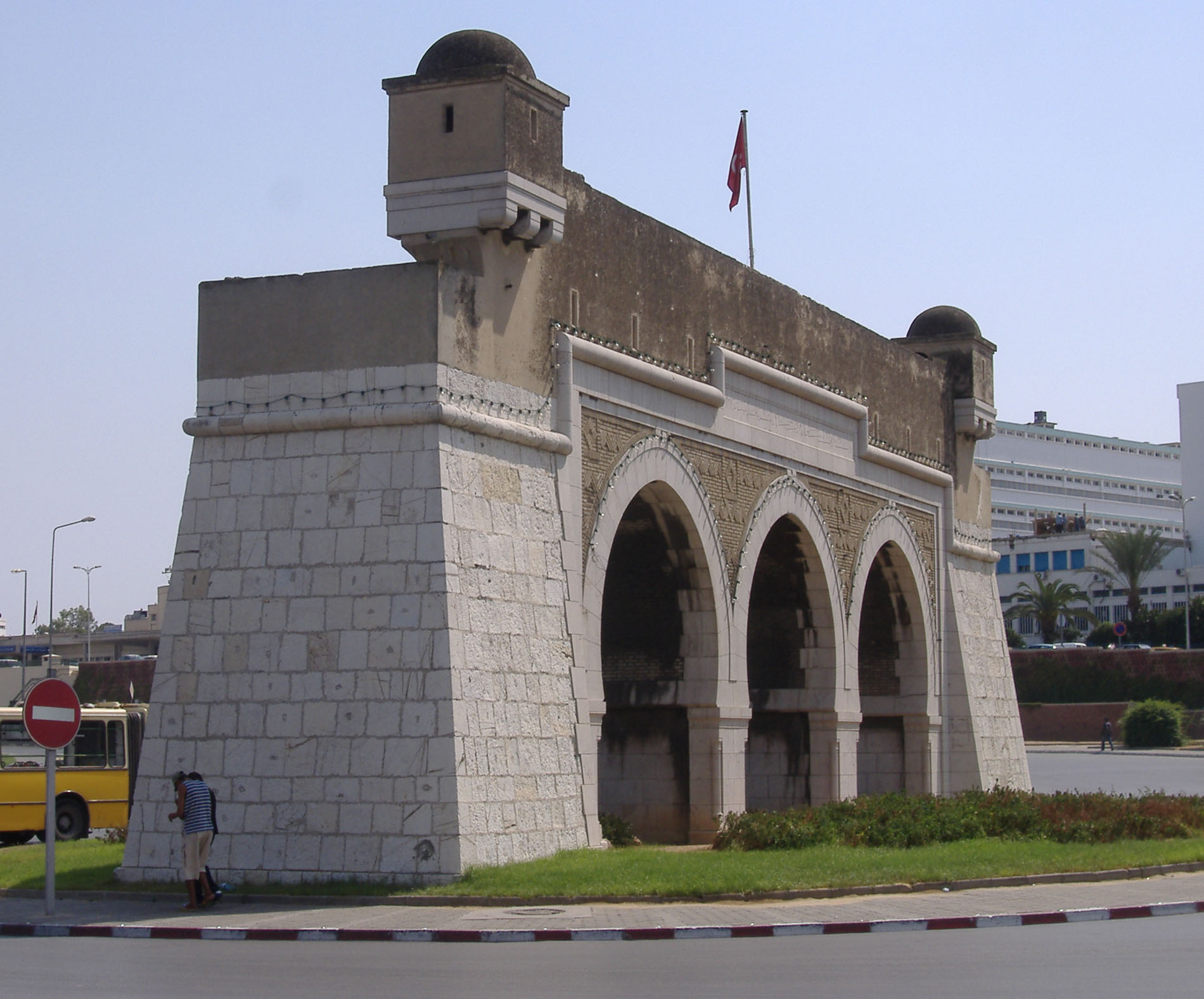
باب سعدون عام 2007